# Alianza de Movimientos Republicanos Europeos
La Alianza de Movimientos Republicanos Europeos (del inglés Alliance of European Republican Movements, AERM) es una agrupación de movimientos republicanos de países europeos. Se estableció en Estocolmo en junio de 2010 después de la boda entre la princesa heredera Victoria de Suecia y Daniel Westling el 19 de junio. El objetivo de la Alianza es proporcionar una red para los movimientos republicanos en todos los países de Europa que tienen un monarca como jefe del estado, con el fin de compartir información, recursos e ideas, y proporcionar asistencia mutua. Las organizaciones  miembros del grupo siguen manteniendo sus campañas nacionales autónomas, en reconocimiento de sus circunstancias políticas y constitucionales particulares.
En este momento hay doce monarquías existentes en Europa. AERM tiene organizaciones miembros en seis de estos países: Dinamarca, los Países Bajos, Noruega, España, Suecia, y el Reino Unido. Anteriormente tenía presencia en Bélgica pero ya no existe el movimiento republicano belga.

## Miembros
- Dinamarca: Republik Nu (República Ahora), anteriormente Den Republikanske Grundlovsbevægelse (El Movimiento Constitucional Republicano), fue lanzado en 2010.[2]
- Países Bajos: Republiek (República) ha hecho campaña por una república neerlandés desde el 21 de enero de 1998.[3]
- Noruega: Norge Som Republikk (Noruega Como República) fue fundada en marzo de 2011 en Oslo.[4]
- España: Red Inter-Civico Republicana es un grupo que pretende reunir a los diversos partidos republicanos y corrientes del republicanismo español para hacer campaña por la Tercera República Española.[5]
- Suecia: Republikanska Föreningen (Asociación Republicana) aboga por una república sueca basada en el modelo finlandés.[6]
- Reino Unido:  Republic (República) es el único grupo inglés que hace campaña exclusivamente por una república británica, y y se reinventó como grupo de presión en 2006.[7]

## Antiguos miembros
- Bélgica: Círculo Republicano (CRK), conocido en los tres idiomas oficiales de Bélgica como Cercle Républicain, Republikeinse Kring y Republikanischer Kreis, ya no es un miembro según el sitio web de AERM.[1]

## Congresos de AERM
- 2010: Estocolmo (SUECIA) 1ª
- 2011: Londres (Reino Unido) 1ª
- 2012: Copenhague (Dinamarca) 1ª
- 2013: Bruselas (Bélgica) 1ª
- 2014: Oslo (Noruega) 1ª
- 2015: Ámsterdam (Países Bajos) 1ª
- 2016: Madrid (España) [8] 1ª
- 2017: Västerås (SUECIA) 2ª
- 2018: Londres (Reino Unido) 2ª
- 2019: Copenhague (Dinamarca) 2ª
- 2020: (Cancelado por COVID19)
- 2021: Utrecht / Amsterdam (Países Bajos) 2ª
- 2022: Oslo (Noruega) 2ª
- 2023: Estocolmo (SUECIA) 3ª
- 2024: (aún no decidido)

Listado de eventos: